# Darapsa myron
Darapsa myron  (лат.) — бражник дикого винограда, вид бабочек рода Darapsa семейства бражников.

## Ареал
Бражник Darapsa myron обитает на восточном побережье США от Мэна на севере на юг до южной Флориды, на запад до Северной Дакоты, Небраски, Нью-Мексико и Техаса, где является довольно распространённым видом. Встречается также в Мексике.

## Местообитание
Эти бражники предпочитают влажные низменные места и кустарниковые заросли.

## Подвиды
Различают два подвида D. myron:
- Darapsa myron myron — типичный подвид
- Darapsa myron mexicana (Gehlen, 1933) — подвид на территории Мексики

## Описание
Бабочка с размахом крыльев 4,5—6,5 см. Передние крылья сверху от тёмно-коричневого до бледного жёлто-серого цветов, с оливковым оттенком. На краю крыла, как правило, расположено чёрное прямоугольное пятно, но оно может быть редуцировано или отсутствовать. Задние крылья сверху бледно-оранжевые.

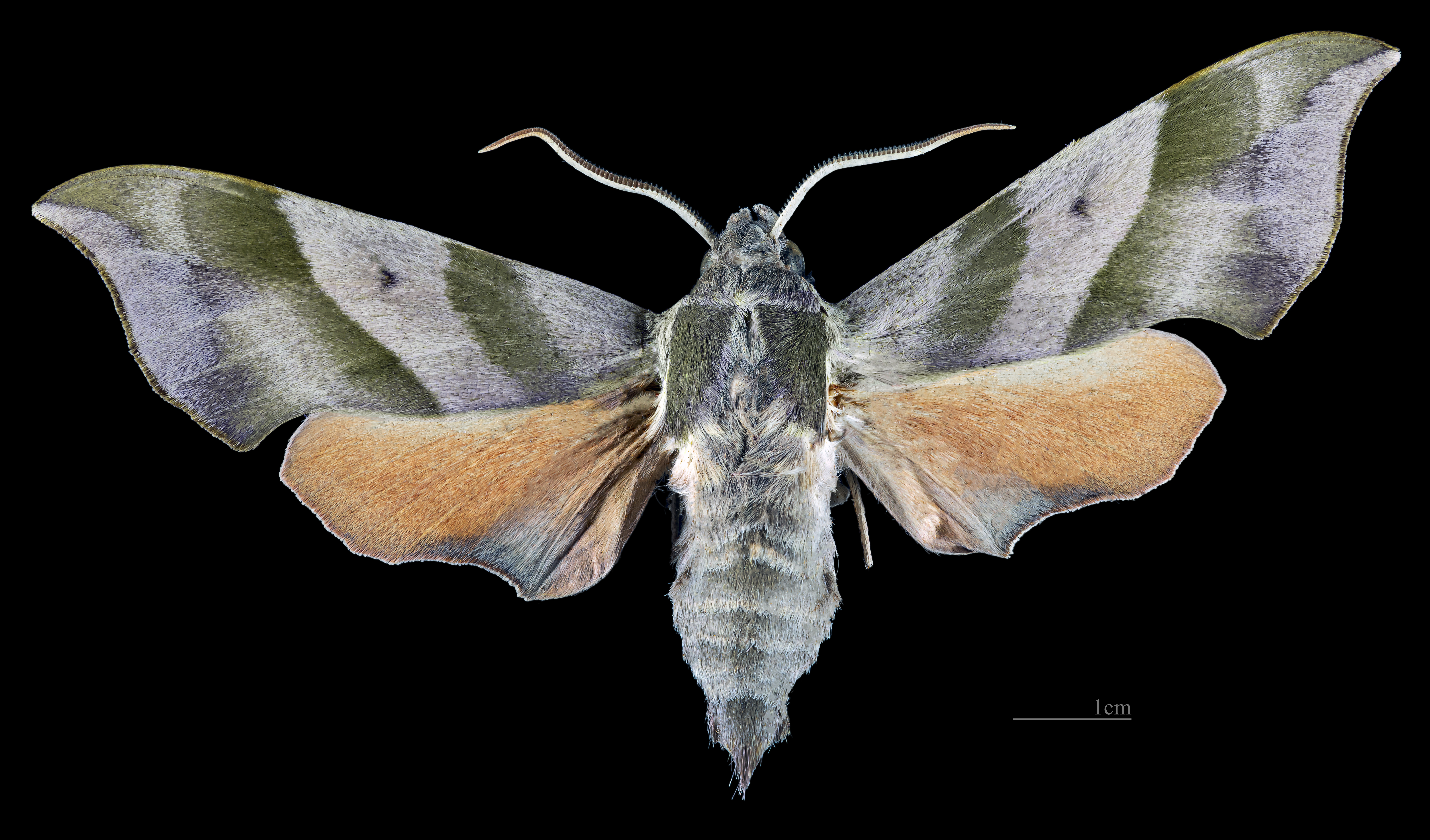
Darapsa myron myron ♂
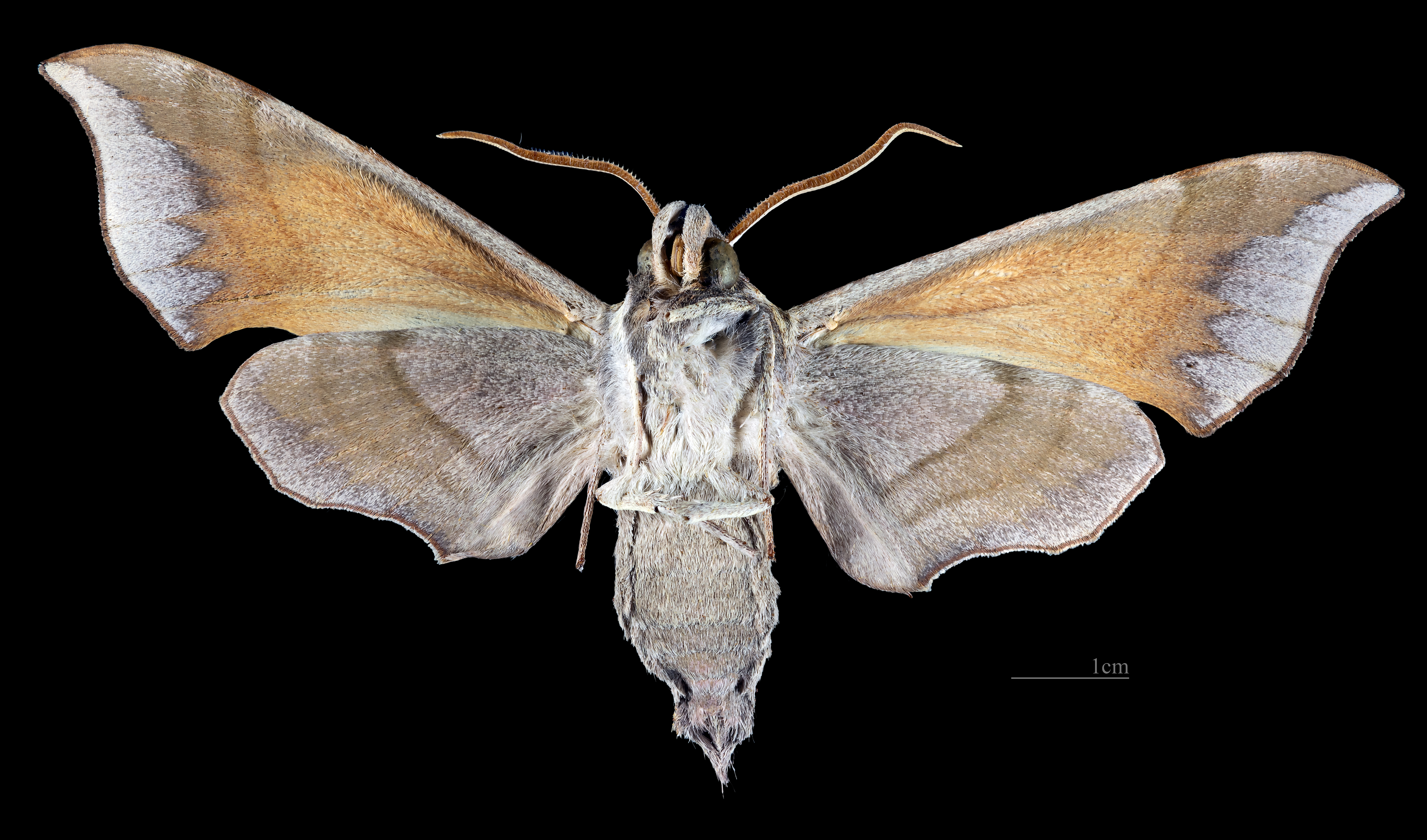
Darapsa myron myron ♂   △
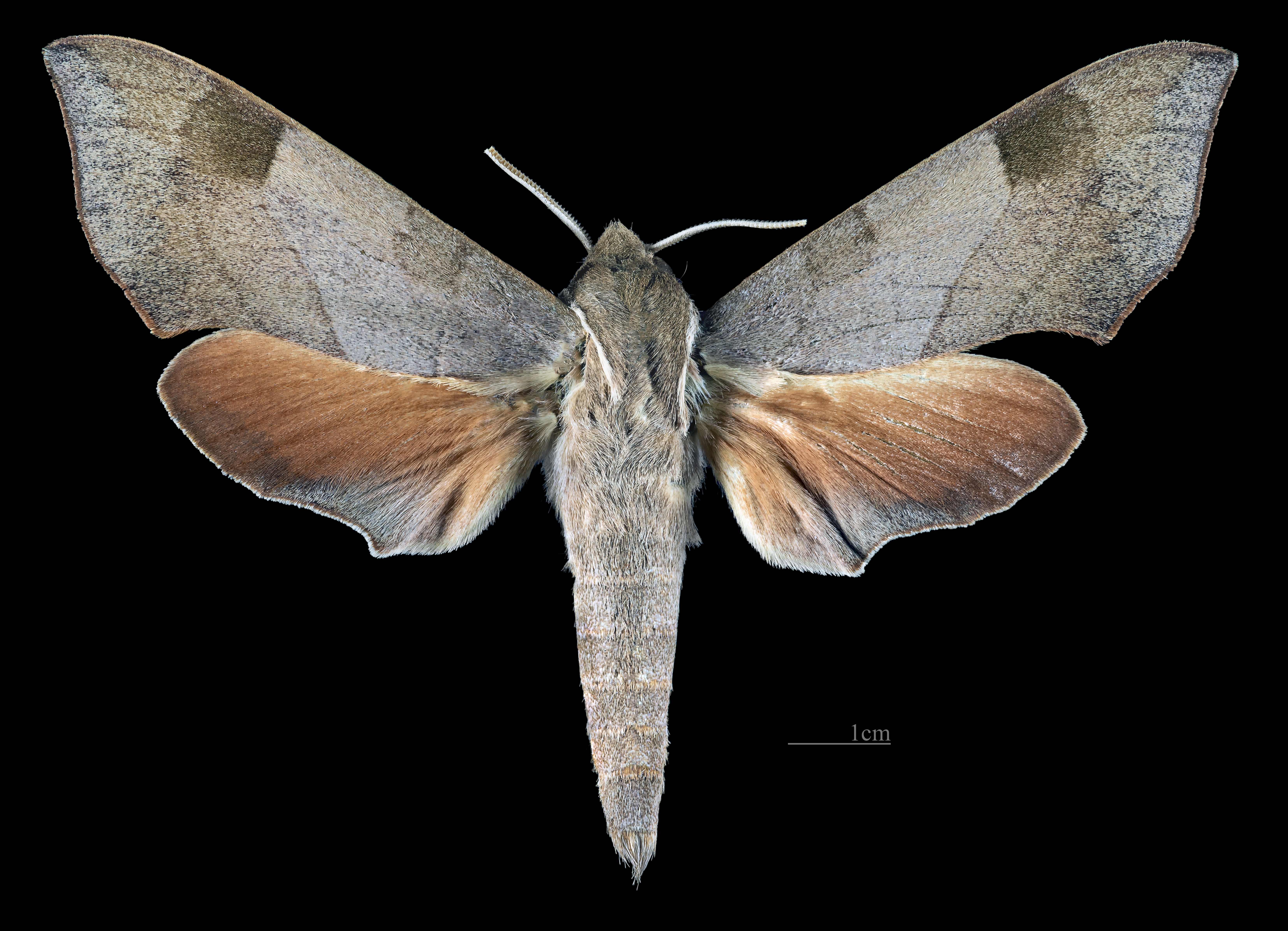
Darapsa myron mexicana  ♀
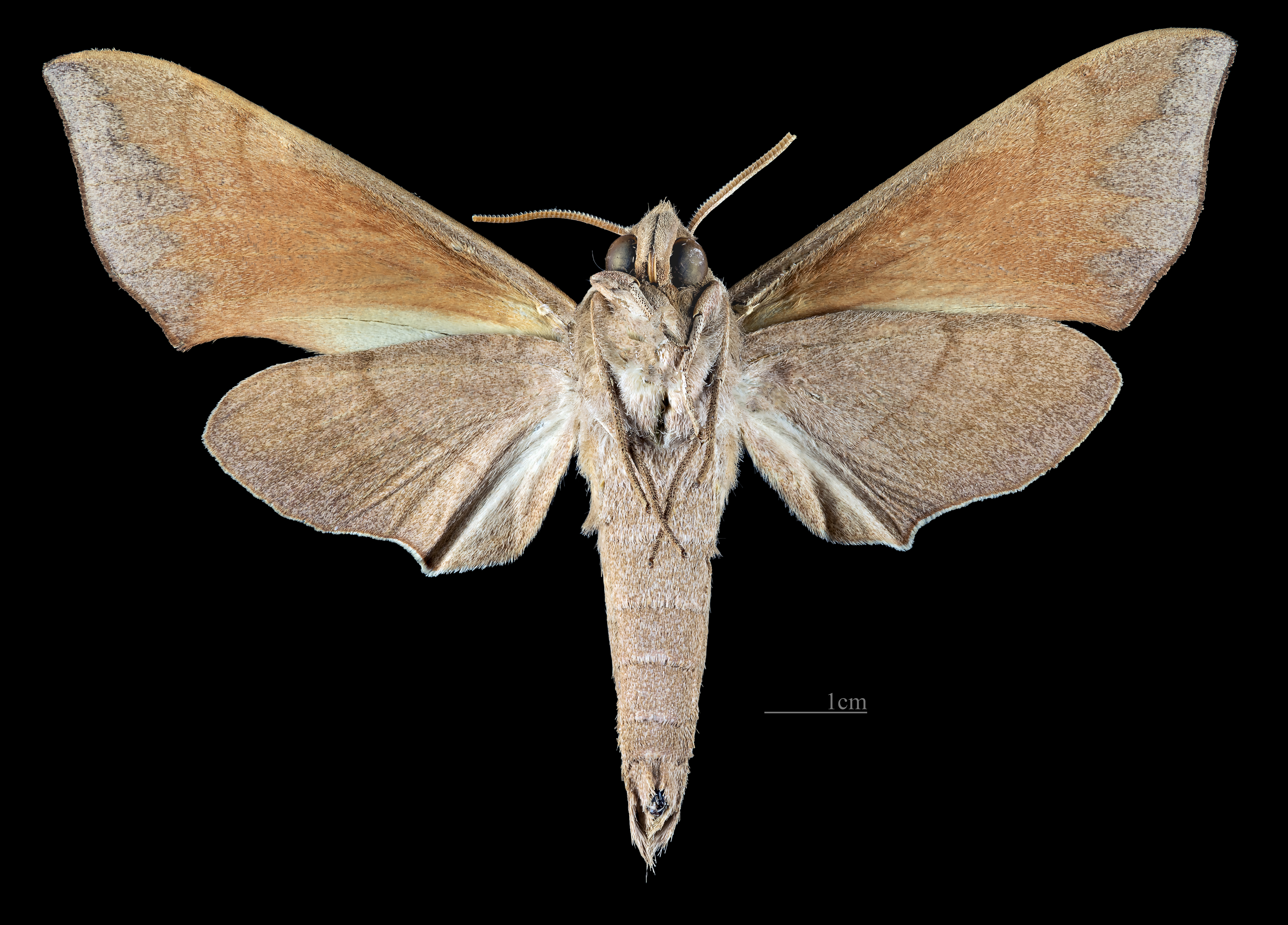
Darapsa myron mexicana  ♀ △

## Жизненный цикл
Самки откладывают по 2—3 яйца на нижней стороне листа растения-хозяина. Через 5—6 дней из яиц выходят молодые гусеницы, которые съедают оболочку яйца. Гусеницы живут на винограде, «виргинском» винограде (Parthenocissus quinquefolia), Ampelopsis и калине. Окукливание происходит в опавшей листве.
На севере ареала за лето появляется два поколения, взрослые бабочки вылетают с марта по сентябрь. На юге, включая Флориду, возможно большее количество поколений. Это ночные бабочки, питаются нектаром растений.